# Adalgisa Giana
Adalgisa Giana (Lasnigo, 27 giugno 1888 – Lasnigo, 25 febbraio 1970) è stata una cantante lirica italiana.
Adalgisa Giana incominciò probabilmente la sua carriera negli Stati Uniti a San Francisco nel 1907 con la compagnia Milan Opera e a New Orleans nel 1911 con la compagnia operistica Lambardi.
A partire dal 1912 la sua carriera si svolse principalmente in Italia, dove lavorò come cantante in teatri lirici minori tra cui il Teatro della Pergola a Firenze e il Teatro Carcano a Milano.
Nel 1918 Giana fu ingaggiata per la stagione lirica al Teatro Colón di Buenos Aires, dove cantò in diversi ruoli tra cui Mallika in Lakmé di Léo Delibes, la principessa Elisa nell’opera Madame Sans-Gêne di Umberto Giordano e, con notevole successo, Musetta in La bohème di Puccini al fianco di Beniamino Gigli e di Claudia Muzio con la direzione di Tullio Serafin.
Tornò nello stesso teatro di Buenos Aires nel 1926, interpretando diversi ruoli nel Flauto magico, nel  Parsifal e ne Il gallo d'oro di Nikolai Rimsky-Korsakov.
La sua carriera di soprano si concluse probabilmente agli inizi degli anni '30.
Il nome di Adalgisa Giana è associato spesso con il ruolo di Musetta ne La bohème, che interpretò con diverse produzioni e compagnie operistiche e in particolare in occasione della prima registrazione mondiale dell’opera eseguita nel 1917 a Milano con Remo Andreini nel ruolo di Rodolfo e Gemma Bosini nel ruolo di Mimì, con l’orchestra e il coro del Teatro alla Scala e la direzione del maestro Carlo Sabajno. La registrazione fu una produzione curata da La voce del padrone.
Altri ruoli interpretati da Adalgisa Giana includono Nedda in Pagliacci di Ruggero Leoncavallo, Oscar in Un ballo in maschera di Giuseppe Verdi e Walter in La Wally  di Alfredo Catalani.